# Tadeusz Mytnik
Tadeusz Mytnik (nascido em 13 de agosto de 1949) é um ex-ciclista polonês. Como amador, Mytnik venceu a edição de 1975 da Volta à Polônia. Conquistou a medalha de prata na prova de 100 km contrarrelógio por equipes nos Jogos Olímpicos de Verão de 1976 em Montreal.